# Vila Closa del Canós
La Vila Closa del Canós és el centre històric del poble del Canós, al municipi dels Plans de Sió (Segarra), una obra inclosa a l'Inventari del Patrimoni Arquitectònic de Catalunya.

## Descripció
El nucli del Canós, conserva la seva estructura de vila closa de planta rectangular, amb les cases que en tancaven el conjunt, i únicament una o dues entrades al recinte mitjançant portals. Encara que actualment ha patit nombroses modificacions, encara es pot apreciar diferents elements de la seva estructura. Es troba un carrer principal, anomenat carrer del Mig, el qual enllaça els dos portals que donaven entrada a la vila, amb cases que es podrien datar d'època medieval, però restaurades en èpoques posteriors, sobretot durant els segles XVII i XVIII, i construïdes a base de paredat sense cap mena d'element decoratiu. A l'extrem superior del carrer s'obre la plaça Major, on hi ha ubicat el portal principal d'accés, i on destaquen habitatges de tipus senyorial com Can Gomà o Can Moixó. A l'extrem inferior del carrer es pot observar l'altre portal de caràcter més secundari. També cal destacar estructures defensives conservades en alguns dels habitatges del nucli com ara els contraforts.

## Història
La datació de l'estructura urbana del Canós cal situar-la poc després de la consolidació de la frontera cristiana a la zona, ja ben avançat el segle xi. La primera referència al Canós es troba en el document de donació del castell de Cervera l'any 1026, tot i que no serà fins a l'any 1120 en què la població s'esmenti com a tal en un document. La seva utilitat i el relatiu estancament demogràfic degué portar a un manteniment de l'estructura en el temps.